# باري هوبان
باري هوبان (بالإنجليزية: Barry Hoban)‏ مواليد 5 فبراير 1940 في ويكفيلد، هو دراج بريطاني في صنف سباق الدراجات على الطريق. شارك في دورة الألعاب الأولمبية الصيفية.

## سجل النتائج

### سباقات أو مراحل فاز بها
- طواف فرنسا
- طواف إسبانيا

## روابط خارجية
- باري هوبان على موقع أرشيف الدراجات (الإنجليزية)
- باري هوبان على موقع إحصائيات الدراجات الإحترافية (الإنجليزية)
- باري هوبان على موقع CycleBase (الإنجليزية)
- باري هوبان على موقع أوليمبيديا (الإنجليزية)
- الموقع الرسمي